# マイシ川
マイシ川（マイシがわ、葡: Rio Maici, 西: Río Maici）はブラジル北西部のアマゾナス州の川である。
マイシ川はマルメロス川の左支川である。1998年に造成された、持続可能な利用が可能な保護区である、473,155ヘクタール（1,169,190エーカー）のウマイタ国有林を流れている。